# Sportverein Darmstadt 1898 1980-1981
Questa voce raccoglie le informazioni riguardanti lo Sportverein Darmstadt 1898 nelle competizioni ufficiali della stagione 1980-1981.

## Stagione
Nella stagione 1980-1981 il Darmstadt, allenato da Werner Olk, concluse il campionato di 2. Bundesliga al 1º posto. In Coppa di Germania il Darmstadt fu eliminato al terzo turno dal Hertha Berlino.

## Rosa
| N. |                          | Ruolo | Calciatore         |
| -- | ------------------------ | ----- | ------------------ |
|    | Germania (bandiera)      | P     | Frank Berlepp      |
|    | Germania (bandiera)      | P     | Dieter Rudolf      |
|    | Germania (bandiera)      | D     | Uwe Beginski       |
|    | Germania (bandiera)      | D     | Andreas Karow      |
|    | Corea del Sud (bandiera) | D     | Min-Hai Kim        |
|    | Germania (bandiera)      | D     | Günter Menges      |
|    | Germania (bandiera)      | D     | Günther Reinhardt  |
|    | Germania (bandiera)      | D     | Willi Wagner       |
|    | Germania (bandiera)      | D     | Edwin Westenberger |
|    | Germania (bandiera)      | C     | Willi Bernecker    |
|    | Germania (bandiera)      | C     | Detlef Bruckhoff   |

| N. |                      | Ruolo | Calciatore          |
| -- | -------------------- | ----- | ------------------- |
|    | Germania (bandiera)  | C     | Rudolf Collet       |
|    | Germania (bandiera)  | C     | Uwe Hahn            |
|    | Germania (bandiera)  | C     | Oliver Posniak      |
|    | Germania (bandiera)  | C     | Heinz-Rudolf Weiler |
|    | Germania (bandiera)  | C     | Willibald Weiss     |
|    | Germania (bandiera)  | A     | Roland Best         |
|    | Germania (bandiera)  | A     | Peter Cestonaro     |
|    | Sudafrica (bandiera) | A     | Glenn Jordens       |
|    | Germania (bandiera)  | A     | Rainer Korlatzki    |
|    | Germania (bandiera)  | A     | Horst Neumann       |
|    | Germania (bandiera)  | A     | Dieter Pötschke     |

## Organigramma societario
Area tecnica
- Allenatore: Werner Olk
- Allenatore in seconda:
- Preparatore dei portieri:
- Preparatori atletici:

## Calciomercato

### Sessione estiva
| Acquisti | Acquisti         | Acquisti        | Acquisti |
| R.       | Nome             | da              | Modalità |
| -------- | ---------------- | --------------- | -------- |
| D        | Uwe Beginski     | Amburgo         |          |
| C        | Willi Bernecker  | MTV Ingolstadt  |          |
| C        | Detlef Bruckhoff | Würzburg        |          |
| C        | Oliver Posniak   | FSV Francoforte |          |

| Cessioni | Cessioni           | Cessioni            | Cessioni |
| R.       | Nome               | a                   | Modalità |
| -------- | ------------------ | ------------------- | -------- |
| C        | Walter Bechtold    | TSG Usingen         |          |
| C        | Jürgen Kalb        | VfB Unterliederbach |          |
| C        | Chin-Kook Kim      | Wormatia Worms      |          |
| D        | Gerhard Kleppinger | Hannover 96         |          |
| A        | Joachim Weber      | Bad Homburg 05      |          |

### Sessione invernale
| Acquisti | Acquisti | Acquisti | Acquisti |
| R.       | Nome     | da       | Modalità |
| -------- | -------- | -------- | -------- |

| Cessioni | Cessioni | Cessioni | Cessioni |
| R.       | Nome     | a        | Modalità |
| -------- | -------- | -------- | -------- |

## Risultati

### 2. Bundesliga

#### Girone di andata
| Arbitro: | Kuhn |

|                          |           |                     |
| Wagner 61’ Bruckhoff 66’ | Marcatori | 10’ Wurm 87’ Perrey |

| Arbitro: | Dölfel |

|                                       |           |                                  |
| Spannenkrebs 32’ (rig.) Ackermann 69’ | Marcatori | 57’ (rig.) Neumann 61’ Cestonaro |

| Arbitro: | Schmidhuber |

|                          |           |  |
| Neumann 9’ Bruckhoff 30’ | Marcatori |  |

| Arbitro: | Messmer |

|                   |           |                        |
| Henkes 65’ (rig.) | Marcatori | 38’ Posniak 85’ Collet |

| Arbitro: | Dellwing |

|                                                        |           |  |
| Neumann 13’ (rig.), 38’, 56’ Best 83’ Grimm 90’ (aut.) | Marcatori |  |

| Arbitro: | Klauser |

|           |           |                         |
| Müller 6’ | Marcatori | 5’ Collet 89’ Bruckhoff |

| Arbitro: | Engel |

|                                                                                              |           |                      |
| Neumann 27’ (rig.), 48’, 62’ Collet 45’, 60’ Korlatzki 75’ Best 76’ Wagner 89’ Bruckhoff 90’ | Marcatori | 42’ Gerber 72’ Bittl |

| Arbitro: | Tritschler |

|                                     |           |             |
| Krause 14’ Kutzop 66’ Grünewald 76’ | Marcatori | 37’ Neumann |

| Arbitro: | Brehm |

|                                                                                 |           |                       |
| Korlatzki 20’ Collet 21’ Westenberger 23’, 26’ Neumann 33’ (rig.) Bruckhoff 47’ | Marcatori | 28’, 63’, 82’ Löffler |

| Arbitro: | Schweiger |

|             |           |                  |
| Schwehr 35’ | Marcatori | 49’, 62’ Neumann |

| Arbitro: | Linn |

|                                              |           |                          |
| Neumann 35’ (rig.), 68’ (rig.) Cestonaro 70’ | Marcatori | 77’ Sommerer 90’ Schmitz |

| Arbitro: | Ulm |

|              |           |                          |
| Bergmann 70’ | Marcatori | 38’ Cestonaro 82’ Collet |

| Arbitro: | Glaw |

|                           |           |                       |
| Neumann 19’ Bernecker 71’ | Marcatori | 8’ Traser 51’ Fischer |

| Arbitro: | Dellwing |

|          |           |                                                                 |
| Grau 15’ | Marcatori | 13’, 20’ Neumann 52’ Collet 74’, 84’, 87’ Cestonaro 78’ Posniak |

| Arbitro: | Ermer |

|                                               |           |  |
| Neumann 4’, 87’ Cestonaro 6’, 79’ Posniak 68’ | Marcatori |  |

| Arbitro: | Luca |

|             |           |  |
| Hofmann 45’ | Marcatori |  |

| Arbitro: | Stelzer |

|               |           |  |
| Cestonaro 78’ | Marcatori |  |

| Arbitro: | Schraivogel |

|          |           |  |
| Hahn 76’ | Marcatori |  |

| Arbitro: | Michel |

|                                        |           |                                       |
| Hampl 20’ Ludwig 23’, 51’ Wielandt 32’ | Marcatori | 7’, 79’ Hahn 9’ Bernecker 70’ Posniak |

#### Girone di ritorno
| Arbitro: | Kinzinger |

|  |           |               |
|  | Marcatori | 51’ Cestonaro |

| Arbitro: | Theobald |

|                               |           |  |
| Neumann 36’ (rig.) Collet 90’ | Marcatori |  |

| Arbitro: | Niebergall |

|                                           |           |  |
| Leiendecker 4’, 61’, 72’ Michelberger 84’ | Marcatori |  |

| Arbitro: | Scheffner |

|                    |           |  |
| Neumann 43’ (rig.) | Marcatori |  |

| Arbitro: | Glaw |

|                    |           |              |
| Müllner 39’ (rig.) | Marcatori | 84’ Beginski |

| Arbitro: | Clajus |

|             |           |  |
| Neumann 53’ | Marcatori |  |

| Arbitro: | Luca |

|                      |           |  |
| Gerber 18’ Basic 51’ | Marcatori |  |

| Arbitro: | Ross |

|               |           |  |
| Cestonaro 27’ | Marcatori |  |

| Arbitro: | Werner |

|                    |           |  |
| Marek 10’ Linz 54’ | Marcatori |  |

| Arbitro: | Hontheim |

|          |           |               |
| Hahn 76’ | Marcatori | 56’ Kubanczyk |

| Arbitro: | Vielsack |

|                                 |           |               |
| Sommerer 58’ Schmitz 68’ (rig.) | Marcatori | 44’ Cestonaro |

| Arbitro: | Binninger |

|                        |           |              |
| Cestonaro 12’ Hahn 40’ | Marcatori | 57’ Ritschel |

| Arbitro: | Niebergall |

|  |           |               |
|  | Marcatori | 20’ Cestonaro |

| Arbitro: | Schweiger |

|                                              |           |  |
| Cestonaro 51’ Neumann 67’ Bernecker 87’, 89’ | Marcatori |  |

| Worms 24 aprile 1981 34ª giornata | Wormatia Worms | 0 – 0 referto | Darmstadt | Wormatia-Stadion (7 000 spett.)\| Arbitro: \| Theobald \| |
| Arbitro:                          | Theobald       |               |           |                                                           |

| Arbitro: | Neuner |

|                                  |           |  |
| Cestonaro 21’ Neumann 54’ (rig.) | Marcatori |  |

| Arbitro: | Walz |

|                 |           |  |
| Bührer 45’, 75’ | Marcatori |  |

| Arbitro: | Ulm |

|  |           |                                            |
|  | Marcatori | 40’, 55’ Neumann 42’ Bruckhoff 67’ Jordens |

| Arbitro: | Engel |

|                                                              |           |                 |
| Cestonaro 10’ Jordens 22’, 67’ Pötschke 81’ Weiss 86’ (rig.) | Marcatori | 51’ (rig.) Nebe |

### Coppa di Germania
| Arbitro: | Filla |

| |           |  |
| Korlatzki 20’ Neumann 22’, 31’ (rig.) Bruckhoff 35’, 61’ (rig.) Westenberger 73’, 88’ Pötschke 82’ Best 85’, 90’ | Marcatori |  |

| Arbitro: | Dücker |

|                                                 |           |            |
| Cestonaro 22’, 114’ Westenberger 100’ Best 102’ | Marcatori | 82’ Ludwig |

| Arbitro: | Retzmann |

|                                               |           |             |
| Dickert 56’, 88’ Ehrmantraut 83’ Wesseler 90’ | Marcatori | 81’ Posniak |

## Statistiche

### Statistiche di squadra
| Competizione      | Punti | In casa | In casa | In casa | In casa | In casa | In casa | In trasferta | In trasferta | In trasferta | In trasferta | In trasferta | In trasferta | Totale | Totale | Totale | Totale | Totale | Totale | DR  |
| Competizione      | Punti | G       | V       | N       | P       | Gf      | Gs      | G            | V            | N            | P            | Gf           | Gs           | G      | V      | N      | P      | Gf     | Gs     | DR  |
| ----------------- | ----- | ------- | ------- | ------- | ------- | ------- | ------- | ------------ | ------------ | ------------ | ------------ | ------------ | ------------ | ------ | ------ | ------ | ------ | ------ | ------ | --- |
| 2. Bundesliga     | 55    | 19      | 16      | 3       | 0       | 55      | 14      | 19           | 8            | 4            | 7            | 30           | 28           | 38     | 24     | 7      | 7      | 85     | 42     | +43 |
| Coppa di Germania | -     | 2       | 2       | 0       | 0       | 14      | 1       | 1            | 0            | 0            | 1            | 1            | 4            | 3      | 2      | 0      | 1      | 15     | 5      | +10 |
| Totale            | 55    | 21      | 18      | 3       | 0       | 69      | 15      | 20           | 8            | 4            | 8            | 31           | 32           | 41     | 26     | 7      | 8      | 100    | 47     | +53 |

### Andamento in campionato
| Giornata  | 1 | 2  | 3 | 4 | 5 | 6 | 7 | 8 | 9 | 10 | 11 | 12 | 13 | 14 | 15 | 16 | 17 | 18 | 19 | 20 | 21 | 22 | 23 | 24 | 25 | 26 | 27 | 28 | 29 | 30 | 31 | 32 | 33 | 34 | 35 | 36 | 37 | 38 |
| --------- | - | -- | - | - | - | - | - | - | - | -- | -- | -- | -- | -- | -- | -- | -- | -- | -- | -- | -- | -- | -- | -- | -- | -- | -- | -- | -- | -- | -- | -- | -- | -- | -- | -- | -- | -- |
| Luogo     | C | T  | C | T | C | T | C | T | C | T  | C  | T  | C  | T  | C  | T  | C  | C  | T  | T  | C  | T  | C  | T  | C  | T  | C  | T  | C  | T  | C  | T  | C  | T  | C  | T  | T  | C  |
| Risultato | N | N  | V | V | V | V | V | P | V | V  | V  | V  | N  | V  | V  | P  | V  | V  | N  | V  | V  | P  | V  | N  | V  | P  | V  | P  | N  | P  | V  | V  | V  | N  | V  | P  | V  | V  |
| Posizione | 6 | 10 | 8 | 4 | 1 | 1 | 1 | 1 | 1 | 1  | 1  | 1  | 1  | 1  | 1  | 1  | 1  | 1  | 1  | 1  | 1  | 1  | 1  | 1  | 1  | 1  | 1  | 1  | 1  | 1  | 1  | 1  | 1  | 1  | 1  | 1  | 1  | 1  |

Legenda:

Luogo: C = Casa; T = Trasferta. Risultato: V = Vittoria; N = Pareggio; P = Sconfitta.

### Statistiche dei giocatori
!! colspan="4" | Totale

| Giocatore       | 2. Bundesliga | 2. Bundesliga | 2. Bundesliga | 2. Bundesliga | Coppa di Germania U. Beginski | Coppa di Germania U. Beginski | Coppa di Germania U. Beginski | Coppa di Germania U. Beginski | 33       | 1    | 3           | 0          | 3 | 0 | 0 | 0 | 36 | 1 | 3 | 0 |
| Giocatore       | Presenze      | Reti          | Ammonizioni   | Espulsioni    | Presenze                      | Reti                          | Ammonizioni                   | Espulsioni                    | Presenze | Reti | Ammonizioni | Espulsioni |   |   |   |   |    |   |   |   |
| F. Berlepp      | 6             | 0             | 0             | 0             | 0                             | 0                             | 0                             | 0                             | 6        | 0    | 0           | 0          |   |   |   |   |    |   |   |   |
| W. Bernecker    | 28            | 4             | 3             | 0             | 1                             | 0                             | 0                             | 0                             | 29       | 4    | 3           | 0          |   |   |   |   |    |   |   |   |
| R. Best         | 9             | 2             | 1             | 0             | 2                             | 3                             | 0                             | 0                             | 11       | 5    | 1           | 0          |   |   |   |   |    |   |   |   |
| D. Bruckhoff    | 28            | 6             | 2             | 2             | 3                             | 2                             | 0                             | 0                             | 31       | 8    | 2           | 2          |   |   |   |   |    |   |   |   |
| P. Cestonaro    | 33            | 17            | 3             | 0             | 1                             | 2                             | 0                             | 0                             | 34       | 19   | 3           | 0          |   |   |   |   |    |   |   |   |
| R. Collet       | 33            | 8             | 1             | 0             | 3                             | 0                             | 0                             | 0                             | 36       | 8    | 1           | 0          |   |   |   |   |    |   |   |   |
| U. Hahn         | 28            | 5             | 0             | 0             | 1                             | 0                             | 0                             | 0                             | 29       | 5    | 0           | 0          |   |   |   |   |    |   |   |   |
| G. Jordens      | 3             | 3             | 0             | 0             | 1                             | 0                             | 0                             | 0                             | 4        | 3    | 0           | 0          |   |   |   |   |    |   |   |   |
| A. Karow        | 34            | 0             | 6             | 0             | 2                             | 0                             | 1                             | 0                             | 36       | 0    | 7           | 0          |   |   |   |   |    |   |   |   |
| M. Kim          | 0             | 0             | 0             | 0             | 0                             | 0                             | 0                             | 0                             | 0        | 0    | 0           | 0          |   |   |   |   |    |   |   |   |
| R. Korlatzki    | 6             | 2             | 1             | 0             | 1                             | 1                             | 0                             | 0                             | 7        | 3    | 1           | 0          |   |   |   |   |    |   |   |   |
| G. Menges       | 12            | 0             | 2             | 0             | 1                             | 0                             | 0                             | 0                             | 13       | 0    | 2           | 0          |   |   |   |   |    |   |   |   |
| H. Neumann      | 36            | 26            | 2             | 0             | 3                             | 2                             | 0                             | 0                             | 39       | 28   | 2           | 0          |   |   |   |   |    |   |   |   |
| O. Posniak      | 37            | 4             | 5             | 0             | 2                             | 1                             | 0                             | 0                             | 39       | 5    | 5           | 0          |   |   |   |   |    |   |   |   |
| D. Pötschke     | 2             | 1             | 0             | 0             | 1                             | 1                             | 0                             | 0                             | 3        | 2    | 0           | 0          |   |   |   |   |    |   |   |   |
| G. Reinhardt    | 1             | 0             | 0             | 0             | 0                             | 0                             | 0                             | 0                             | 1        | 0    | 0           | 0          |   |   |   |   |    |   |   |   |
| D. Rudolf       | 32            | 0             | 0             | 0             | 3                             | 0                             | 0                             | 0                             | 35       | 0    | 0           | 0          |   |   |   |   |    |   |   |   |
| W. Wagner       | 38            | 2             | 2             | 0             | 3                             | 0                             | 1                             | 0                             | 41       | 2    | 3           | 0          |   |   |   |   |    |   |   |   |
| H. Weiler       | 0             | 0             | 0             | 0             | 1                             | 0                             | 0                             | 0                             | 1        | 0    | 0           | 0          |   |   |   |   |    |   |   |   |
| W. Weiss        | 38            | 1             | 2             | 0             | 3                             | 0                             | 0                             | 0                             | 41       | 1    | 2           | 0          |   |   |   |   |    |   |   |   |
| E. Westenberger | 37            | 2             | 6             | 0             | 3                             | 3                             | 0                             | 0                             | 40       | 5    | 6           | 0          |   |   |   |   |    |   |   |   |